# Dorota Gonet
Dorota Gonet (ur. 10 września 1957, zm. 26 stycznia 2016) – polska dziennikarka muzyczna, muzykolog.

## Życie i działalność
Z wykształcenia była muzykologiem. Przez blisko 30 lat związana była z Polskim Radiem Lublin, gdzie prowadziła audycje poświęcone muzyce klasycznej w tym między innymi „Klasyka młodych”, „Muzyka z klasą” oraz „Petite suite”. Była organizatorką koncertów na terenie Lublina, a także felietonistką i autorką recenzji płytowych i koncertowych dla lokalnej prasy i telewizji. W uznaniu zasług została wyróżniona między innymi Srebrnym Krzyżem Zasługi oraz Medalem Prezydenta Miasta Lublina oraz pośmiertnie Medalem Kochaj i Służ przez Parafię Rzymsko-katolicką św. Maksymiliana Kolbe w Lublinie.